# Franz Hermann Müschen

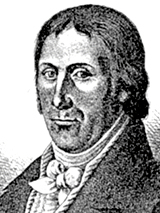
Franz Hermann Müschen

Franz Hermann Müschen (* 9. Mai 1774 in Boizenburg/Elbe; † 27. Februar 1847 in Belitz) war ein deutscher Lehrer und Kantor und einer der ersten Pomologen Mecklenburgs.

## Leben
Franz Hermann Müschen wurde als Sohn des Tor- und Mühlenschreibers Johann Peter Müschen geboren. In Boizenburg besuchte er die Stadtschule und erhielt 1797/98 eine Ausbildung als Landschullehrer am Herzoglichen Lehrerseminar zu Ludwigslust. 1798 trat er seinen Dienst als Kantor, Organist und Schullehrer in Belitz an und heiratete Elise Lohr, die Tochter eines Hofmaurermeisters in Ludwigslust. Sie hatten neun Kinder, von denen nur die beiden Söhne Samuel Christian Heinrich und Johann Georg Bogislav, sowie zwei Töchter überlebten.
Müschen hatte von seinem Amtsvorgänger einen Obstgarten übernommen, konnte aber kaum brauchbare Obstbäume erwerben. So erhielt er 1802 vom Grafen von Bassewitz auf Prebberede die Erlaubnis, in Belitz eine Obstbaumschule zu gründen. Sechs Jahre später verkaufte er bereits selbst gezüchtete Bäume. Über seine Erfahrungen tauschte er sich mit Obstfreunden und -fachleuten aus, insbesondere auch mit Mitgliedern der Mecklenburgischen Landwirthschafts-Gesellschaft (1798 gegründet, 1817 in Mecklenburgischer Patriotischer Verein umbenannt).

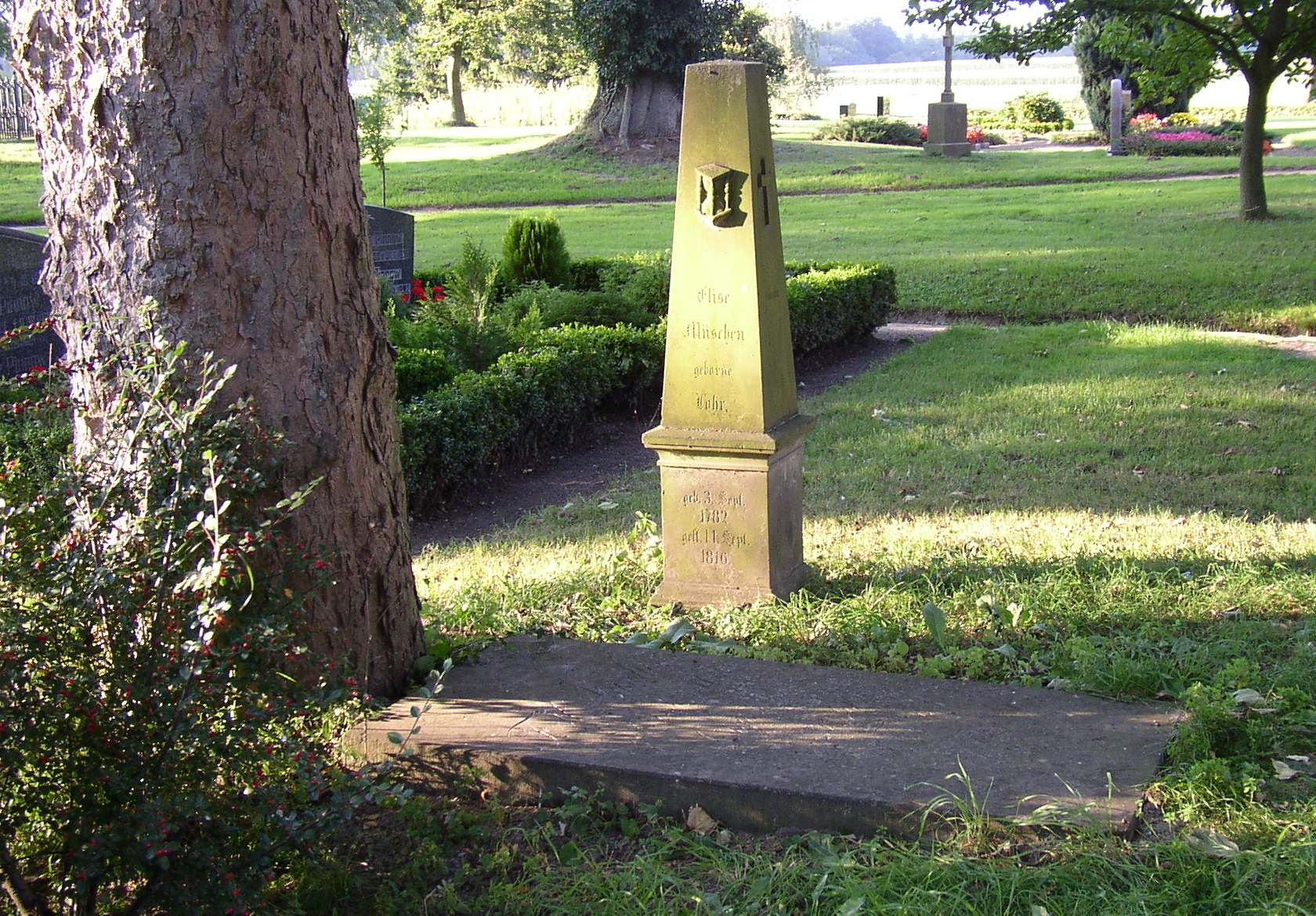
Müschens Grab in Prebberede-Belitz

Als ab 1810 französische Truppen durch die Gegend zogen und insbesondere auch in Belitz einquartiert waren, diente Müschen wegen seiner Französischkenntnisse als Vermittler. 1816 starb seine schon länger kranke Frau Elise. 1822 heiratete er seine Jugendbekannte, Marie Elisabeth Lohmann (Tochter eines Kaufmanns in Homburg), die 1844 starb. 1847 starb Franz Hermann Müschen. Der neben seiner Grabplatte auf dem Kirchhof in Belitz (heute Ortsteil von Prebberede) stehende Obelisk nennt Elise Müschen (* 3. September 1782; † 11. September 1816), geb. Lohr, und auf der Rückseite Betty Müschen (* 27. Juli 1784; † 17. Januar 1844), geb. Lohmann.

## Kinder
Die Obstbaumschule wurde von Müschens jüngerem Sohn (Johann) Georg Bogislav Müschen (1812–1897) weitergeführt, der seit 1844 ebenfalls Kantor in Belitz war. 1875 beschreibt er in einer Veröffentlichung die nach Franz Hermann Müschen benannte Apfelsorte Müschens Rosenapfel. Georg Bogislav war Mitbegründer des Deutschen Pomologenvereins.
Müschens älterer Sohn (Samuel Christian) Heinrich Müschen (1804–1897) war Kantor in Teterow und wurde dort als Dahlien- und Rosenzüchter bekannt. 1869 gewann er mit seinen Dahlien bei der Internationalen Gartenbauausstellung in Hamburg mehrere Preise.

## Werke
- Beschreibung der älteren und neueren Kern- und Steinobstsorten, die sich sicher und mit Nutzen im nördlichen Deutschland anpflanzen lassen. In: Annalen des Patriotischen Landwirtschaftlichen Vereins, 1821.
- Beschreibung der vorzüglichsten älteren und neuesten Kern- und Steinobstsorten, die sich sicher und mit Nutzen im nördlichen Deutschland anpflanzen lassen. Zweite Abtheilung. Nebst einem Nachtrage über Wein- und andere Beerenobstsorten, auch über die Kultur des Weinstocks. Von F. H. Müschen, Organist zu Belitz bei Güstrow. Rostock 1826. S. 5–6. (Digitalisat)